# پرا اورینیس
پرا اورینیس (به لاتین: Pera Orinis) یک منطقهٔ مسکونی در قبرس است که در ناحیه نیکوزیا واقع شده‌است.

## خصوصیات
پرا اورینیس  ۱٬۰۱۸ نفر جمعیت دارد.